# Artemicoccus bispinus
Artemicoccus bispinus är en insektsart som först beskrevs av Borchsenius 1949.  Artemicoccus bispinus ingår i släktet Artemicoccus och familjen ullsköldlöss.
Artens utbredningsområde är Turkmenistan. Inga underarter finns listade i Catalogue of Life.